# Lakritspuck

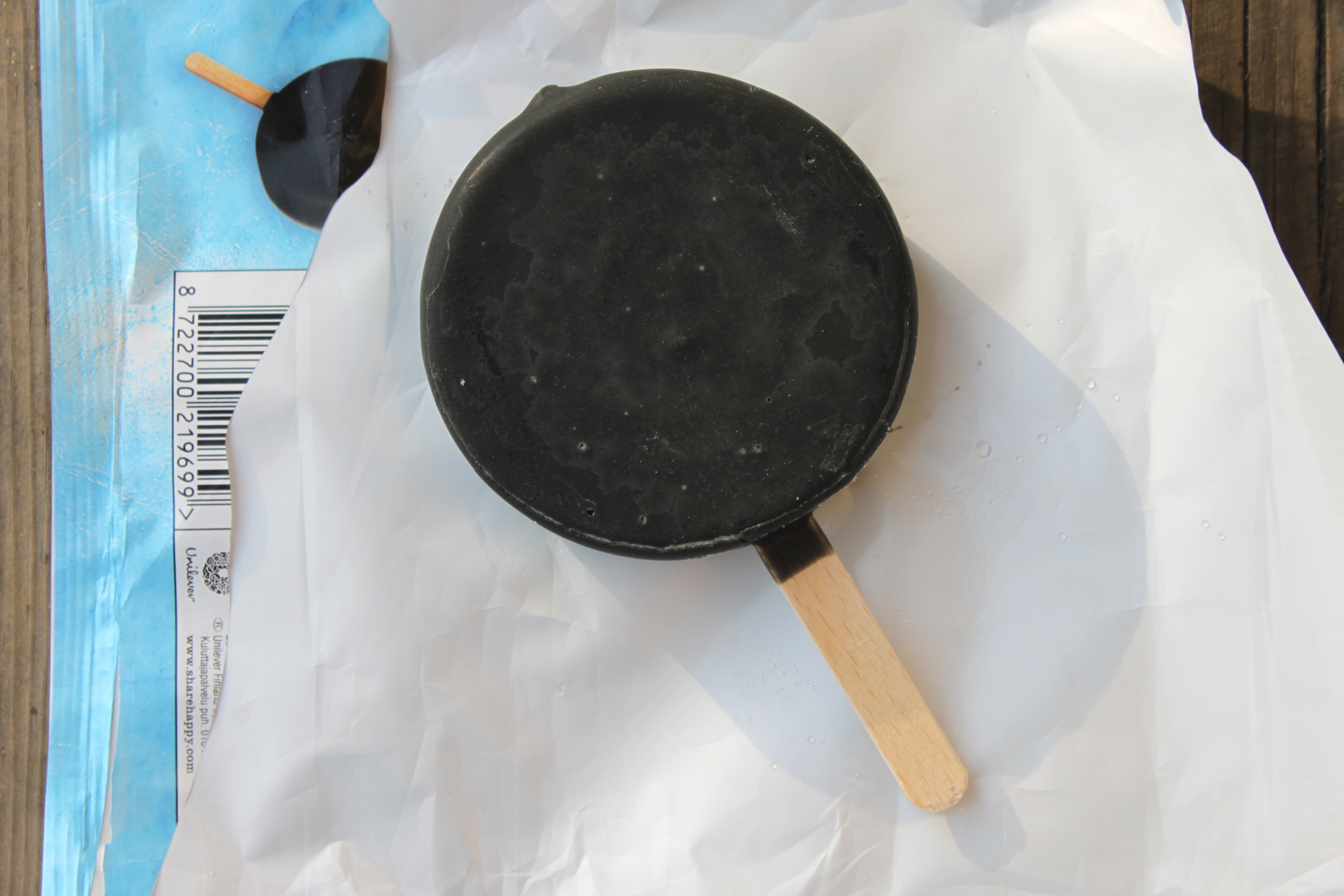
Lakritspuck, 2013.

Lakritspuck är en pinnglass från glassbolaget GB Glace, ursprungligen lanserad 1982. Utvändigt liknar glassen en ishockeypuck och består av vaniljglass med lakritssås och lakritsöverdrag. Glassen fick dåligt betyg i testpanelerna innan lansering men GB valde att gå vidare med den ändå. De planerade för tillverkning av 6 miljoner lakritspuckar första säsongen men sålde 26 miljoner. Den runda formen kunde bara tillverkas i Flen och för att möta efterfrågan gjordes en variant av lakritsglassen i pinnform. Säsongerna 1985 och 1986 gjordes även pinnen i ätbar lakrits. Säsongen 1992 ersattes vaniljglassen med citronglass. 1994 togs glassen bort från GB:s sortiment. År 2008 återlanserades glassen, men försvann igen inför glassäsongen 2011. Då lanserades lakritspuck i stället som gräddglassmak i 0,5-literspaket, vilken senare ersattes av en 0,75-litersförpackning med saltlakritsbitar. Säsongen 2013 var pinnglassen tillbaka i sortimentet men togs bort året efter och ersattes med glassen Panda Lakrits. 2019 togs glassen återigen tillbaka in i sortimentet.
Produktionen flyttades från Flen till Portugal vilket lett till kritik för den ökade påfrestning det innebär på miljön.
År 1982 kostade en lakritspuck: 2,75 kronor, 1993: 7 kronor och 2009: 14 kronor.